# Zero carboidrati
Zero carboidrati è un singolo del cantautore italiano Immanuel Casto, pubblicato il 1º agosto 2012.

## Descrizione
Il brano critica l'eccessiva ossessione verso la perfezione del proprio aspetto fisico, specialmente nel mondo dello spettacolo.
Nel 2013 Zero carboidrati è stato inserito all'interno della lista tracce di Freak & Chic.

## Video musicale
Il video, diretto dallo stesso Immanuel Casto in collaborazione con Extreme Video, è stato diffuso in concomitanza con il lancio del singolo sul canale YouTube del cantante.

## Tracce
Testi di Immanuel Casto, musiche di Stefano "Keen" Maggiore.
1. Zero carboidrati – 3:42

## Formazione
Musicisti
- Immanuel Casto – voce, cori
- Stefano "Keen" Maggiore – sintetizzatore, campionatore
- Cristiana Raggi – voce aggiuntiva

Produzione
- Stefano "Keen" Maggiore – produzione
- Cristiano Sanzeri – missaggio
- Alessandro Vanara – mastering